# Shannonomyia (Shannonomyia) nacrea
Shannonomyia (Shannonomyia) nacrea is een tweevleugelige uit de familie steltmuggen (Limoniidae). De soort komt voor in het Neotropisch gebied.